# Pierre Iacoponelli
Pierre Iacoponelli (* 8. September 1924 in Rueil-Malmaison; † 16. Juni 2011 in Saint-Martin-Vésubie) war ein französischer Radrennfahrer und nationaler Meister im Radsport.

## Sportliche Laufbahn
Iacoponelli war Bahnradsportler und Spezialist im Sprint. Bei den Amateuren siegte er 1943 in der Meisterschaft im Sprint.
Von 1944 bis 1955 war er Unabhängiger und Berufsfahrer. Seinen ersten größeren Erfolg hatte er als Amateur, als er 1942 den Grand Prix Cyclo-Sport de vitesse gewann. 1944 wurde er Dritter der nationalen Meisterschaft im Sprint. Im Grand Prix de Paris 1945 wurde er Zweiter hinter Cautenet. 1946 gewann de den Grand Prix d’Angers, eines der ältesten Sprintturniere der Welt. Den Grand Prix de l’UCI in Paris gewann er 1948. Iacoponelli startete auch bei Sechstagerennen, blieb dabei aber ohne Sieg.